# Perkoz rdzawoszyi
Perkoz rdzawoszyi (Podiceps grisegena) – gatunek średniej wielkości wędrownego ptaka wodnego z rodziny perkozów (Podicipedidae).

## Zasięg występowania
Perkoz rdzawoszyi zamieszkuje środkową i wschodnią Europę, Syberię, Zakaukazie, wybrzeża Jeziora Aralskiego, północną część Japonii i Amerykę Północną na obszarze od Alaski po Labrador. W Polsce nieliczny, lokalnie średnio liczny gatunek lęgowy, niektóre osobniki również zimują. Najliczniej występuje na Pomorzu Zachodnim, południowym Mazowszu i Lubelszczyźnie. Odloty zaczynają się w październiku i trwają przez cały listopad, przy czym stare osobniki odlatują pierwsze.

## Podgatunki
Wyróżnia się dwa podgatunki P. grisegena:
- P. g. grisegena – północna i środkowa Eurazja
- P. g. holbollii – północno-wschodnia Azja, północna Ameryka Północna

## Morfologia
WyglądUpierzenie godowe – szyja czerwonokasztanowata, białawe policzki, wierzch głowy czarny, na głowie dwie kępki piór tworzące „rogi”. Upierzenie spoczynkowe – szyja szaro-biała, barwy stonowane. Białe plamy na rozwiniętych skrzydłach są mniejsze niż u perkoza dwuczubego.
Wymiary średniedługość ciała 40–50 cm
rozpiętość skrzydeł 77–85 cm
masa ciała 550–1616 g (dla ptaków obydwu podgatunków)

## Ekologia i zachowanie
BiotopPłytkie, częściowo zarośnięte zbiorniki słodkowodne, starorzecza, torfianki, wyrobiska. Zimą widywany na wybrzeżach morskich i na wodach śródlądowych obfitujących w drobne ryby.
GniazdoZazwyczaj na płytkiej wodzie w szuwarach lub na granicy zarośli pałek, niekiedy w zatopionych krzewach lub całkowicie odkryte. Ma formę pływającego kopca z gnijących liści roślin wodnych.
TokiNajczęściej odbywają się wieczorem lub nocą zaraz po powrocie na lęgowiska w marcu lub kwietniu. Podczas toków ptaki wydają charakterystyczne, donośne dźwięki podobne do rżenia konia lub kwiczenia świni (normalnie odzywa się „kek, kek”). Jednocześnie oba ptaki stoją wyprostowane naprzeciw siebie i kręcą głowami w prawo i lewo. Samiec przyjmuje figurę przypominającą łabędzia, a samica stroszy pióra.

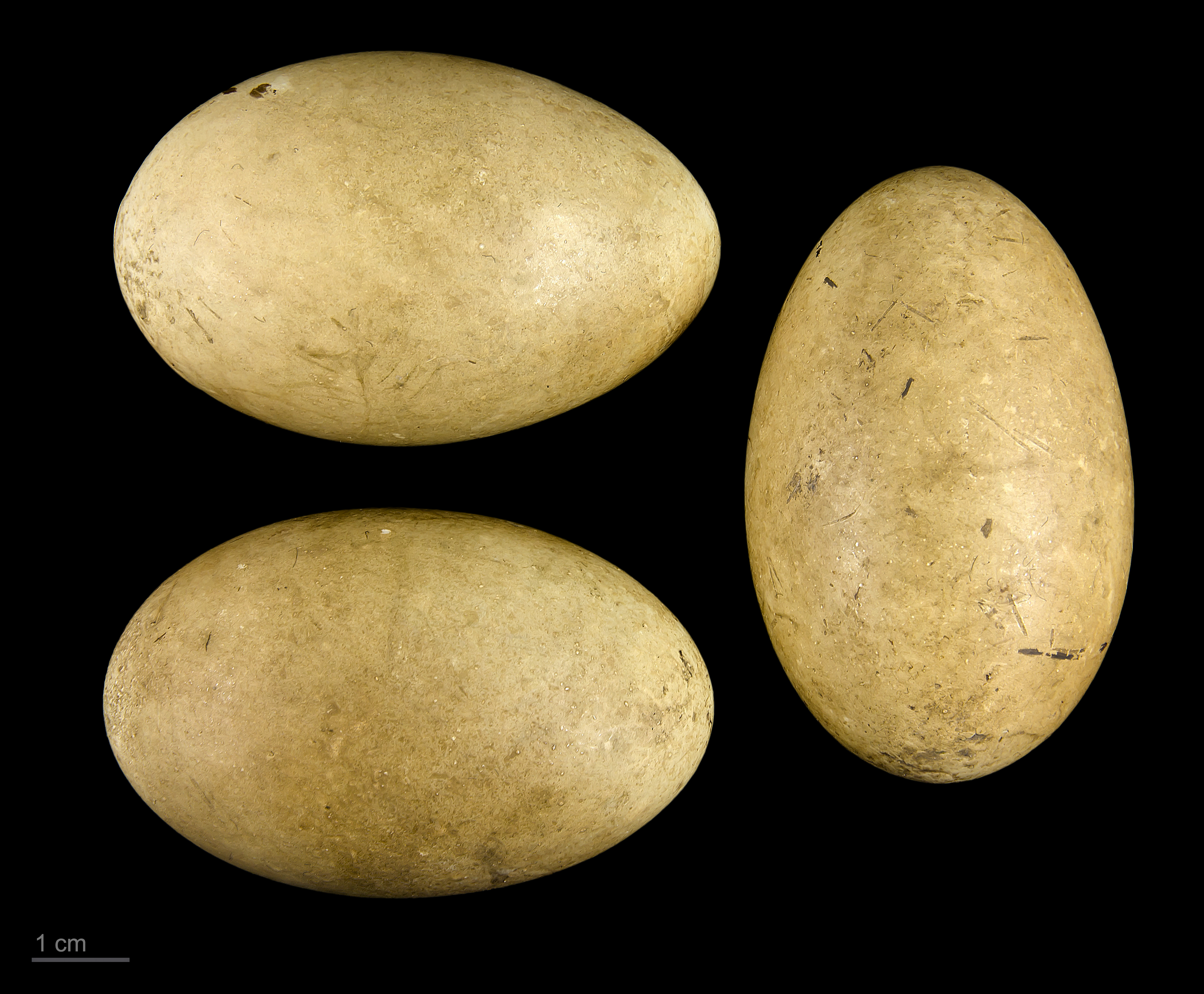
Jaja z kolekcji muzealnej

JajaZazwyczaj jeden lęg w roku (w Europie Środkowej w maju lub czerwcu), składa 4 do 5 brunatniejących jaj. Zmiana barwy jest skutkiem leżenia jaj na butwiejącej roślinności.

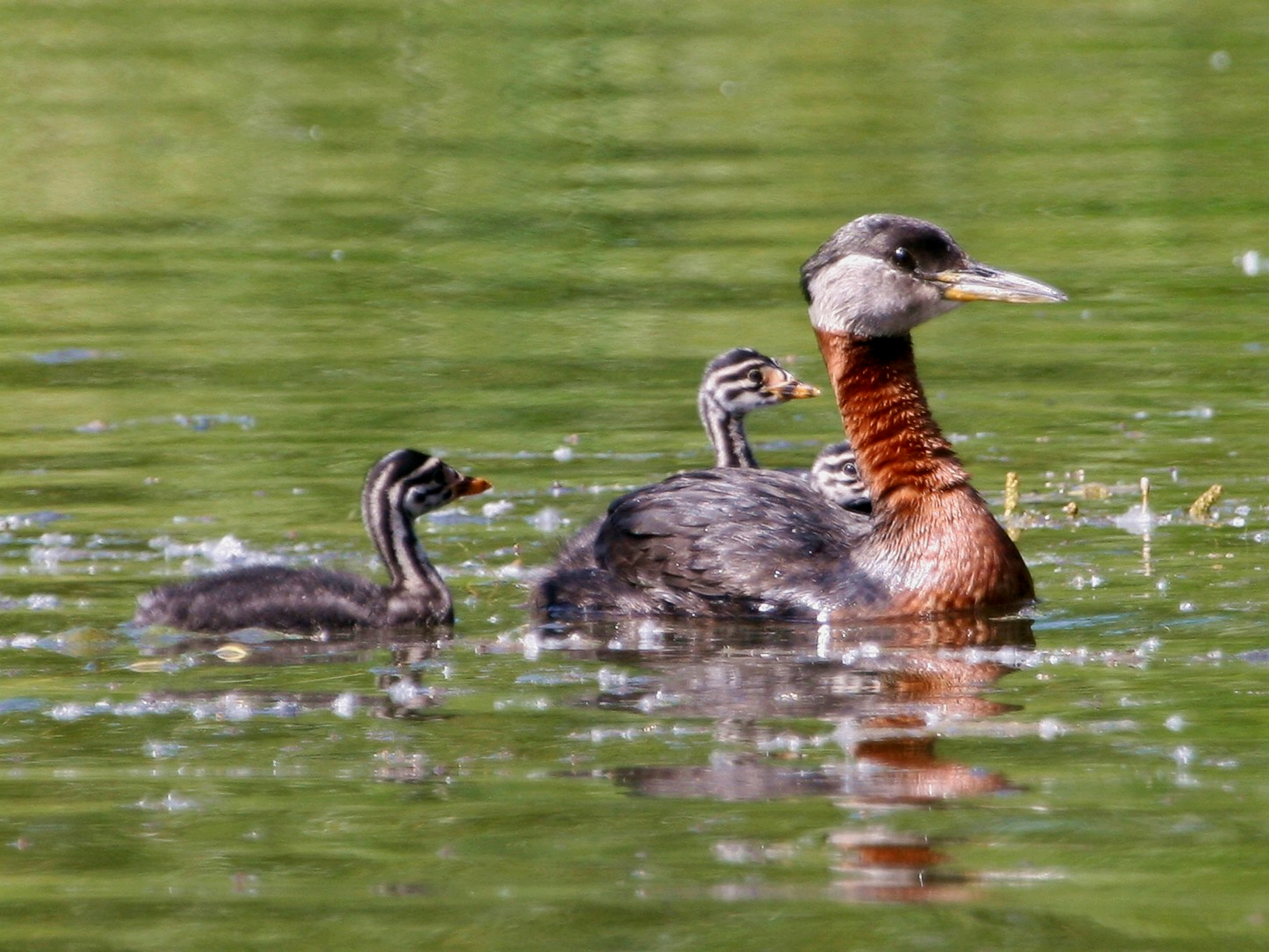
Dorosły ptak z pisklętami

Wysiadywanie i pisklętaJaja są wysiadywane przez okres 21 do 23 dni przez obydwoje rodziców; przy chłodniejszej pogodzie i do 27 dni. Pisklęta wykluwają się kolejno jedno za drugim, a podczas gdy jeden z dorosłych ptaków zajmuje się już wyklutym potomstwem, to drugi ogrzewa jeszcze niepęknięte jaja. Zagniazdownik, pisklęta uzyskują samodzielność po okresie 8 do 10 tygodni. Często są przez rodziców wożone na grzbietach. Młode są karmione owadami i ich larwami, ślimakami, skorupiakami i małymi rybami, a po 6 tygodniach potrafią już same je wyszukiwać. Rodzina rozdziela się na jesieni. Podrośnięte pisklęta mają na białych policzkach i podgardlu ciemne pasy, ale pozbawionej czerwonawej łysinki czy plamy, za to widać białawy pas wpadający w brąz.
PożywienieW sezonie lęgowym trzon diety stanowią wodne bezkręgowce i ich larwy, podczas wędrówek i na zimowiskach są to niewielkie ryby. Zjadają również nieco roślin wodnych, w tym ramienic i rdestnic.

## Status i ochrona
IUCN klasyfikuje perkoza rdzawoszyjego jako gatunek najmniejszej troski (LC, Least Concern) nieprzerwanie od 1988 roku. Liczebność światowej populacji, według szacunków organizacji Wetlands International z 2015 roku, mieści się w przedziale około 190–290 tysięcy osobników. Globalny trend liczebności populacji uznawany jest za spadkowy.
W Polsce objęty ochroną gatunkową ścisłą. Na Czerwonej liście ptaków Polski został sklasyfikowany jako gatunek narażony (VU). Według szacunków, w latach 2013–2018 krajowa populacja lęgowa liczyła 600–900 par, a trend liczebności jest silnie spadkowy; liczbę osobników zimujących na terenie kraju w tym samym okresie szacowano na 60–240 osobników. Do głównych zagrożeń dla rodzimej populacji należą: wysoka presja ze strony drapieżników na stanowiskach lęgowych, wykaszanie trzcinowisk w sezonie lęgowym, a także wędkarstwo.